# Élections municipales à Amiens
Les élections municipales à Amiens permettent l'élection du maire et des conseillers municipaux. Près de 55 conseillers municipaux forme le Conseil municipal d'Amiens.

## Élection municipale de 2020
- Maire sortant : Brigitte Fouré (UDI-NC-UMP, MoDem, DLR), maire d'Amiens de 2002 à 2007 et depuis 2014.
  - Brigitte Fouré remporte le suffrage, avec le soutien des partis UDI - LR - LREM - MoDem - Agir
- Julien Pradat
  - Julien Pradat est deuxième au suffrage, avec le soutien des partis LFI - EÉLV - PCF - E! - PD - PS - G.s - PP
- Renaud Deschamps
  - Renaud Deschamps est troisième au suffrage, avec une liste classée "divers droite" selon la préfecture

## Élection municipale de 2014
- Maire sortant : Gilles Demailly (PS) 2008-2014, décide de ne pas se représenter.

Candidats
- Nicolas Belvalette, liste du Parti Sans Cible.
- Cédric Maisse (PCF) : conseiller municipal dissident du groupe communiste, présente une liste autonome : liste Aube nouvelle, Amiens combat l'austérité (Front de gauche, Colère et espoir (groupe communiste dissident), Mouvement des Indignés).
- Thierry Bonté (PS) : vice-président d'Amiens Métropole chargé des transports, vainqueur des primaires socialistes : liste Osons Amiens ensemble (PS, PCF, EELV, MRC et PRG).
- Mohamed Boulafrad (DVG) : conseiller municipal et régional, ancien secrétaire de la section Léon Blum placée sous tutelle. Socialiste dissident, il se réclame du Centre-gauche : liste Réussir ensemble pour Amiens (DVG).
- Brigitte Fouré (UDI-NC) : maire d'Amiens de 2002 à 2007 en remplacement de Gilles de Robien, en binôme avec Alain Gest (UMP) candidat pour la présidence d'Amiens métropole : liste Rassemblés pour agir (UDI, UMP, MoDem, DLR).
- Yves Dupille (ex-MNR) : instituteur à Amiens, candidat à plusieurs élections (législatives en 88 et 93 dans l'ex-1ère circonscription d'Amiens-Nord sous la bannière FN ; les cantonales en 2008 et les municipales à Amiens en 2001 pour le MNR) : liste Rassemblement Bleu Marine (RBM)[1].

Résultats
- Premier tour

|                    | Liste                                                    | Nombre de voix | Résultats |       |
| Bruno Paleni       | Faire entendre le camp des travailleurs (Lutte ouvrière) | 944            | 2,55 %    |       |
| Cédric Maisse      | L'Aube Nouvelle : Amiens combat l'austérité (COM - PG)   | 3 273          | 8,86 %    |       |
| Thierry Bonté      | Osons Amiens Ensemble (PS - Union de la gauche)          | 9 098          | 24,65 %   | Ball. |
| Nicolas Belvalette | Parti sans cible (DVG)                                   | 801            | 2,17 %    |       |
| Mohamed Boulafrad  | Réussir ensemble pour Amiens (DVG)                       | 520            | 1,40 %    |       |
| Brigitte Fouré     | Rassemblés pour Agir (UDI - UMP - Modem)                 | 16 533         | 44,79 %   | Ball. |
| Yves Dupille       | Amiens Bleu Marine (FN)                                  | 5 739          | 15,54 %   | Ball. |

- Second tour

|                | Liste                                           | Nombre de voix | Résultats | Sièges                                     |
| Thierry Bonté  | Osons Amiens Ensemble (PS - Union de la gauche) | 12 788         | 33,80 %   | 9 (PS 5, PCF 2, EELV 2)                    |
| Brigitte Fouré | Rassemblés pour Agir (UDI - UMP - Modem)        | 19 062         | 50,38 %   | 42 (DVD 21, UDI 10, UMP 8, Modem 2, DLR 1) |
| Yves Dupille   | Amiens Bleu Marine (FN)                         | 5 981          | 15,80 %   | 4                                          |

## Élection municipale de 2008
- Maire sortant : Gilles de Robien (ex-UDF, proche du Nouveau Centre et de l'UMP), depuis 1989 (maire-adjoint de 2002 à mars 2007, pendant son passage au gouvernement)

Candidats
- Gilles Demailly (PS) : liste Unis et solidaires (PS, PCF, Les Verts, MRC et PRG)
- Francis Dollé (LCR) : liste Amiens 100 % à gauche (LCR, PRS)
- Dominique Fachon (CNIP) : liste Vive Amiens (DVD)
- Yanick Leflot-Savain (MoDem) : liste Amiens Démocrate
- Bruno Paleni (Lutte ouvrière) : liste Lutte ouvrière
- Gilles de Robien (ex-UDF) : liste Mon parti c'est Amiens (NC, UMP, SE, DVD)

Résultats
- Premier tour

|                      | Liste                                        | Nombre de voix | Résultats |       |
| Bruno Paleni         | Lutte ouvrière                               | 1 284          | 3,14 %    |       |
| Francis Dollé        | Amiens 100 % à gauche (LCR)                  | 2 630          | 6,43 %    |       |
| Gilles Demailly      | Unis et solidaires (PS - Union de la gauche) | 16 914         | 41,37 %   | Ball. |
| Yanick Leflot-Savain | Amiens Démocrate (MoDem)                     | 2 379          | 5,82 %    |       |
| Gilles de Robien     | Mon parti c'est Amiens (NC - UMP)            | 15 896         | 38,88 %   | Ball. |
| Dominique Fachon     | Vive Amiens (Divers droite)                  | 1 777          | 4,35 %    |       |

Entre les deux tours, Mme Leflot-Savain déclare : « Je fais près de 6 % et c'est un score qui me convient bien, d'autant plus que l'on est parti de zéro avec un parti en déconfiture et un Gilles de Robien qui est un UMP qui ne dit pas son nom. Je suis très contente d'avoir implanté le MoDem sur Amiens, mais je ne donnerai aucune consigne de vote pour le second tour et je ne serai sur aucune liste, malgré le fait qu'un des deux finalistes m'ait déjà contacté. »
- Second tour

|                  | Liste                                        | Nombre de voix | Résultats | Sièges                                   |
| Gilles Demailly  | Unis et solidaires (PS - Union de la gauche) | 26 424         | 56,21 %   | 43 (PS 22, PCF 8, Verts 7, MRC 3, PRG 3) |
| Gilles de Robien | Mon parti c'est Amiens (NC - UMP)            | 20 582         | 43,79 %   | 12 (NC 6, SE 3, DVD 2, UMP 1)            |

## Élection municipale de 2001
Maire sortant : Gilles de Robien (UDF) 1989-2001 
Principaux candidats
- Francis Dollé (LCR) : liste de la Gauche anticapitaliste
- Yves Dupille (MNR)
- Maxime Gremetz (PCF) : liste Amiens dynamique et solidaire (PCF, PS, MDC et PRG)
- Bruno Paleni (Lutte ouvrière) : liste Lutte ouvrière
- Lionel Payet (FN) : liste Amiénois d'abord, Français toujours
- Christophe Porquier (Les Verts) : liste Verte et Ouverte
- Philippe Théveniaud (RPF) : liste Rassemblement pour Amiens
- Gilles de Robien (UDF) : liste Tous pour Amiens (UDF, RPR, DL)

Résultats
- Premier tour

|                     | Liste                                  | Nombre de voix | Résultats | Sièges |
| Bruno Paleni        | LO                                     | 1 427          | 3,54 %    |        |
| Francis Dollé       | LCR                                    | 675            | 1,67 %    |        |
| Maxime Gremetz      | Union de la gauche (PCF-PS-PRG-MDC)    | 8 481          | 21,06 %   | 7      |
| Christophe Porquier | Les Verts                              | 3 587          | 8,90 %    | 2      |
| Gilles de Robien    | Liste de centredroite (UDF - RPR - DL) | 20 959         | 52,05 %   | 45     |
| Philippe Théveniaud | RPF                                    | 1 918          | 4,76 %    |        |
| Lionel Payet        | FN                                     | 2 205          | 5,47 %    | 1      |
| Yves Dupille        | MNR                                    | 1 019          | 2,53 %    |        |

## Élection municipale de 1995
Maire sortant : Gilles de Robien (UDF-PR) 1989-1995
Résultats
- Premier tour

|                   | Liste                             | Résultats |
| Bernard Delemotte | AREV - LCR                        | 2,54 %    |
| Gérald Maisse     | PCF                               | 12,83 %   |
| Bertrand          | Les Verts                         | 2,75 %    |
| Francis Lecul     | PS - MRG - MDC                    | 13,52 %   |
| Guedri            | Divers                            | 1,13 %    |
| Gilles de Robien  | Liste de centredroite (UDF - RPR) | 57,03 %   |
| Lionel Payet      | FN                                | 10,20 %   |

## Élection municipale de 1989
- Maire sortant : René Lamps (PCF) 1971-1989

Principaux candidats
- René Lamps, Parti communiste français (PCF)
- Serge Delignières, Parti socialiste (PS)
- Gilles de Robien, Opposition unie : UDF-PR - CDS - RPR - CNI

Résultats
- Premier tour

|                   | Liste                                   | Résultats |           |
| Denis Dru         | Extrême gauche                          | 2,71 %    |           |
| René Lamps        | PCF)                                    | 27,71 %   | Ballotage |
| Serge Delignières | PS/MRG                                  | 18,52 %   | Fusion    |
| Garet             | Divers                                  | 2,07 %    |           |
| Gilles de Robien  | Union de l `opposition (UDF/PR-RPR-CNI) | 40,99 %   | Ballotage |
| Dupille           | Divers de droite                        | 7,97 %    |           |

- Second tour

|                  | Liste                                   | Résultats |
| René Lamps       | Union de la gauche (PCF-PS-MRG)         | 44,11 %   |
| Gilles de Robien | Union de l `opposition (UDF/PR-RPR-CNI) | 55,88 %   |

## Élection municipale de 1983
- Maire sortant : René Lamps (PCF) 1971-1983

Résultats
- Premier tour

|                     | Liste                                | Nombre de voix | Résultats |           |
| Yann Faucon         | “Voix des travailleurs” (LCR-LO)     | 1 368          | 2,38 %    |           |
| René Lamps          | Union de la gauche (PCF-PS-PSU-MRG)  | 26 894         | 46,94 %   | Ballotage |
| Jean-Claude Broutin | Union de l `opposition (UDF/CDS-RPR) | 25 087         | 43,79 %   | Ballotage |
| Didier Arnoutd      | Divers de droite                     | 3 937          | 6,87 %    |           |

- Second tour

|                     | Liste                                | Nombre de voix | Résultats | Sièges                           |
| René Lamps          | Union de la gauche (PCF-PS-PSU-MRG)  | 32 816         | 52,04 %   | 42 (PCF 19, PS 18, PSU 3, MRG 2) |
| Jean-Claude Broutin | Union de l `opposition (UDF/CDS-RPR) | 30 240         | 47,96 %   | 13 (UDF 7, RPR 5, DVD 1)         |

## Élection municipale de 1977
- Maire sortant : René Lamps (PCF) 1971-1977

Résultats
- Premier tour

|                     | Liste                             | Nombre de voix | Résultats | Sièges                     |
| René Lamps          | PCF - “Union de la gauche” (PS)   | 32 925         | 56,19 %   | 41 (PCF 20, PS 11, DVG 10) |
| Desideri            | PSU                               | 2,360          | 4,02 %    |                            |
| Didier Arnould      | Action Locale                     | 4 752          | 8,11 %    |                            |
| Jean-Claude Broutin | Liste de la Majorité (CDS-RI-RPR) | 18 557         | 31,67 %   |                            |

Inscrits : 77567. Exprimés : 58594

## Élection municipale de 1971
- Maire sortant : Maurice Vast (ex SFIO) 1959-1971

Principaux candidats
- René Lamps, Union de la gauche : Parti communiste français (PCF) - Parti socialiste (France) (PS) - Convention des institutions républicaines (CIR)
- Maurice Vast (DVG) (exSFIO) - Union pour la défense de la République (UDR) - Centre national des indépendants et paysans (CNIP) - Centre démocrate(CD)

Résultats
- Premier tour

Inscrits : 67348. Votants : 51425. Exprimés : 50079
|              | Liste                                  | Nombre de voix | Résultats |           |
| René Lamps   | PCF – Union de la gauche (PS-CIR)      | 23 534         | 46,99 %   | Ballotage |
| Delay        | Sans étiquette                         | 3 700          | 7,38 %    |           |
| Martelle     | Sans étiquette                         | 3 568          | 7,12 %    |           |
| Maurice Vast | DVG (SFIO dissident) - UDR - CD - CNIP | 19 277         | 38,49 %   | Ballotage |

- Second tour

Inscrits : 60022. Votants : 56212. Exprimés : 54904
|              | Liste                                  | Nombre de voix | Résultats | Sièges |
| René Lamps   | PCF – Union de la gauche (PS-CIR)      | 29 617         | 53,96 %   | 37     |
| Maurice Vast | DVG (SFIO dissident) - UDR - CD - CNIP | 25 287         | 46,03 %   | -      |

## Élection municipale de 1965
- Maire sortant : Maurice Vast (ex SFIO) 1959-1965

Principaux candidats
- Camille Goret, (SFIO), liste “d’Unité de la Gauche” Parti communiste français(PCF) - Section française de l'Internationale ouvrière (SFIO) - Parti socialiste unifié (PSU) - Parti radical-socialiste (Radicaux de gauche)
- Maurice Vast (DVG exSFIO) - Union pour la nouvelle République (UNR) - Centre national des indépendants et paysans(CNIP) - Mouvement républicain populaire (MRP)

Résultats
- Premier tour

|               | Liste                                                          | Nombre de voix | Résultats |    |
| Camille Goret | "Union Démocratique" - ( PCF - SFIO - PSU- Radicaux de gauche) | 21 796         | 42,2 %    | -  |
| Maurice Vast  | DVG (SFIO dissident) - MRP - CNIP - UNR                        | 29 843         | 57,8 %    | 37 |

- Premier tour : Inscrits : 63318 Votants : 53108 Exprimés : 51639

## Élection municipale de 1959

### Contexte
- Maire sortant : Camille Goret (SFIO) 1953-1959

Principaux candidats
- René Lamps ( PCF), liste “d’unité d’action des gauches” Parti communiste français(PCF) - DVG (SFIO dissidents)- Union de la gauche socialiste (UGS)
- Maurice Vast (SFIO), liste Section française de l'Internationale ouvrière (SFIO) - Centre national des indépendants et paysans(CNIP) - Mouvement républicain populaire (MRP)
- Fred Moore, liste gaulliste Union pour la nouvelle République (UNR)

### Résultats
| Tête de liste                                       | Tête de liste  | Liste          | Résultats | Résultats |
| Tête de liste                                       | Tête de liste  | Liste          | Voix      | %         |
| --------------------------------------------------- | -------------- | -------------- | --------- | --------- |
|                                                     | René Lamps     | PCF-UGS        | 18 658    | 43,00     |
| Liste d'unité d'action des gauches                  |                |                | 18 658    | 43,00     |
|                                                     | Camille Goret* | SFIO-MRP-CNIP  | 15 827    | 36,48     |
| Liste d'entente républicaine et d'action municipale |                |                | 15 827    | 36,48     |
|                                                     | Fred Moore     | UNR            | 8 899     | 20,51     |
| Liste gaulliste                                     |                |                | 8 899     | 20,51     |
|                                                     |                |                |           |           |
| Inscrits                                            | Inscrits       | Inscrits       | 60 022    | 100,00    |
| Abstentions                                         | Abstentions    | Abstentions    | 14 613    | 24,35     |
| Votants                                             | Votants        | Votants        | 45 409    | 75,65     |
| Blancs et nuls                                      | Blancs et nuls | Blancs et nuls | 1462      | 3,22      |
| Exprimés                                            | Exprimés       | Exprimés       | 43 947    | 96,78     |

| Tête de liste                                       | Tête de liste  | Liste             | Résultats | Résultats |
| Tête de liste                                       | Tête de liste  | Liste             | Voix      | %         |
| --------------------------------------------------- | -------------- | ----------------- | --------- | --------- |
|                                                     | Maurice Vast   | SFIO-UNR-MRP-CNIP | 24 597    | 53,78     |
| Liste d'entente républicaine et d'action municipale |                |                   | 24 597    | 53,78     |
|                                                     | René Lamps     | PCF-UGS           | 21 138    | 46,21     |
| Liste d'unité d'action des gauches                  |                |                   | 21 138    | 46,21     |
|                                                     |                |                   |           |           |
| Inscrits                                            | Inscrits       | Inscrits          | 60 022    | 100,00    |
| Abstentions                                         | Abstentions    | Abstentions       | 12 577    | 20,95     |
| Votants                                             | Votants        | Votants           | 47 445    | 79,05     |
| Blancs et nuls                                      | Blancs et nuls | Blancs et nuls    | 1 002     | 2,11      |
| Exprimés                                            | Exprimés       | Exprimés          | 46 443    | 97,89     |

### Conseil municipal élu
| Parti                                          | Sigle | Sigle | Elus | Groupe              |
| ---------------------------------------------- | ----- | ----- | ---- | ------------------- |
| Majorité (37 sièges)                           |       |       |      |                     |
| Section française de l'Internationale ouvrière |       | SFIO  | 15   | Majorité municipale |
| Union pour la nouvelle République              |       | UNR   | 11   | Majorité municipale |
| Centre national des indépendants et paysans    |       | CNIP  | 6    | Majorité municipale |
| Mouvement républicain populaire                |       | MRP   | 5    | Majorité municipale |
| Maire d'Amiens                                 |       |       |      |                     |
| Maurice Vast (SFIO)                            |       |       |      |                     |